# Área micropolitana de Sunbury
El área micropolitana de Sunbury,  y oficialmente como Área Estadística Micropolitana de Sunbury, PA µSA tal como lo define la Oficina de Administración y Presupuesto, es un Área Estadística Micropolitana centrada en la localidad de Sunbury en el estado estadounidense de Pensilvania. El área micropolitana tenía una población en el Censo de 2010 de 148.289 habitantes, convirtiéndola en la 54.º área micropolitana más poblada de los Estados Unidos. El área micropolitana de Sunbury comprende el condado de Northumberland, siendo Sunbury la localidad más poblada.

## Composición del área micropolitana

### Ciudades
Shamokin |
Sunbury 

### Boroughs
Herndon |
Kulpmont |
Marion Heights |
McEwensville |
Milton |
Mount Carmel |
Northumberland |
Riverside |
Snydertown |
Turbotville |
Watsontown 

### Municipios
Coal |
Delaware |
East Cameron |
East Chillisquaque |
Jackson |
Jordan |
Lewis |
Little Mahanoy |
Lower Augusta |
Lower Mahanoy |
Mount Carmel |
Point |
Ralpho |
Rockefeller |
Rush |
Shamokin |
Turbot |
Upper Augusta |
Upper Mahanoy |
Washington |
West Cameron |
West Chillisquaque |
Zerbe 

### Lugares designados por el censo
Áreas designadas por el censo son áreas designadas por la Oficina del Censo de los Estados Unidos con el propósito de obtener datos demográficos. Las áreas no forman parte de la jurisdicción de las leyes de Pensilvania.
Atlas |
Dalmatia |
Edgewood |
Elysburg |
Fairview-Ferndale |
Dewart |
Marshallton |
Trevorton 